# Zeche Wolff
Die Zeche Wolff war ein Bergwerk in Essen, dessen Berechtsame im Bereich des heutigen Stadtteiles Überruhr-Holthausen lag.

## Geschichte

### 1796–1802
Das Grubenfeld entstand 1796 durch die Zusammenlegung der bis dahin eigenständig operierenden Stollenzechen Wolfsdelle und Hülscherfeld.
Die letztgenannte Zeche baute ab circa Mitte des 18. Jahrhunderts über mehrere Stollen und einem tonnlägigen Schacht das in den Grubenbauen anstehende Flöz Geitling ab. Am 15. Februar des Jahres 1796 verkaufte die zuständige Gewerkschaft, die zu diesem Zeitpunkt aus 11 Personen bestand, den gesamten Grubenbesitz an den Schichtmeister Johann Becker aus Oberruhr (früherer Name von Überruhr).
Becker war zu diesem Zeitpunkt bereits als Bergbauunternehmer tätig, denn er hatte, nachdem er 1793 auf seinem Grundstück beim Senken eines Wasserbrunnens auf ein Kohleflöz (Kreftenscheer 2) gestoßen war, mit weiteren Bürgern aus Oberruhr eine Gewerkschaft zum Zwecke des Abbaus des aufgefundenen Kohlevorkommens gegründet. Sie ließ einen im Flöz verlaufenden Stollen von der Ruhr aus in Richtung Osten auffahren, aus dem nach knapp mehr als 100 m Vortriebslänge ein Querschlag nach Süden angesetzt wurde. Nach Kauf des Grubenfeldes der Gewerkschaft Hülscherfeld im Jahr 1796 fuhr man aus diesem Querschlag heraus eine Strecke östlich in dieses Feld auf, um die Kohlevorräte aus dem dort aufgeschlossenen Flöz Geitling abbauen zu können. Ein entgegengesetzt und westlich aufgefahrener Stollen trat an der Uferböschung der Ruhr zu Tage.
Die Benennung der zuletzt beschriebenen bergbaulichen Unternehmung lässt sich nur sehr schwer einordnen. Neben dem Namen „Wolff“ erscheinen in den Quellen weitere Namensnennungen: der Abbau im Flöz Kreftenscheer 2 wurde mit „Wolf 2“ beschrieben, während der Abbau im Flöz Geitling die Bezeichnung „Wolf 4“ trug. Um die Jahrhundertwende wurde auch gerne der Name „Wolfsdelle“ angewendet. Da zu diesem Zeitpunkt eine bergbehördliche Aufsicht nicht gegeben war, könnte dieser Umstand der Grund für die unterschiedliche Namensgebung gewesen sein.

### 1802–1809
Am 12. Oktober 1802 wurde die Gewerkschaft Wolff bei der neu eingesetzten preußischen Verwaltung angemeldet. Sie setzte sich zu diesem Zeitpunkt aus insgesamt 8 Gewerken zusammen. Etwa um Mitte des darauf folgenden Jahres erfolgte im Abbau von Flöz Kreftenscheer 2 der Durchschlag zur benachbarten Zeche Hoffnung. Erste Streitigkeiten über den Verlauf der Markscheide mit der Gewerkschaft der Zeche Hoffnung kamen auf. Von Januar 1804 an bis in den Mai hinein musste der Grubenbetrieb wegen Ruhrhochwassers eingestellt werden. Weitere betriebliche Schwierigkeiten traten auf, als kurz nach Wiederaufnahme des Betriebes der Abbau im Flöz Kreftenscheer 2 durch eine Verwerfung zum Erliegen kam. Der Abbau beschränkte sich zunächst nur noch auf das Flöz Geitling, bis im November auch dort der Betrieb eingestellt wurde. Die Förderstrecke von Flöz Kreftenscheer 2 war derweil verbrochen und man beantragte beim zuständigen Bergamt den Ansatz eines neuen Stollens, der das besagte Flöz neu ausrichten sollte. Eine Genehmigung für dieses Vorhaben wurde der Gewerkschaft jedoch verwehrt, was zur Folge hatte, dass der Betrieb am Ende des Jahres 1804 ruhte.
Im Mai 1805 konnte der Abbau im Flöz Geitling wieder aufgenommen werden, nachdem die Bergbehörde einen neuen Schichtmeister eingesetzt hatte, und im Flöz Kreftenscheer 2 begann der erneute Abbau im Oktober. Ob der geplante Vortrieb eines neuen Stollens zur Ausrichtung des Flözes durchgeführt wurde, ist nicht gesichert. Die Gewerken, die während der Zeit der betrieblichen Schwierigkeiten Zubuße leisten mussten, hofften nun, da der Betrieb an beiden Abbaupunkten wieder in Gang gekommen war, auf Ausbeute. Diese Erwartung wurde allerdings nicht erfüllt, denn in den Quellen wird von ausstehenden Löhnen und nicht geleisteten Zubußzahlungen berichtet. Erst nach Androhung drakonischer Strafen leitete der zuständige Schichtmeister die ausstehenden Zahlungen ein. Doch schon um den Jahreswechsel 1806/1807 herum zeigte sich wieder das gleiche Bild. Im April 1807 legte die gesamte Belegschaft der Zeche Wolff Beschwerde beim zuständigen Bergamt ein, weil die Lohnzahlungen seit dem Januar ausgeblieben waren.
Ende 1808 vollzog sich der Kohlenabbau nur noch im Flöz Geitling. Auch die benachbarte Zeche Hoffnung baute das gleiche Flöz, jedoch in entgegengesetzter Abbaurichtung. Beide Abbauörter arbeiteten so aufeinander zu. Am 30. Juli 1808 kam es dann zum unvermeidlichen Durchschlag, woraufhin sofort wieder die alten Streitigkeiten von 1803 aufkeimten, als bereits im Flöz Kreftenscheer 2 ein Durchschlag beider Zechen hergestellt wurde. Das Bergamt legte beide Zechen still und arbeitete fortan an einer Vereinigung der Gewerkschaften Wolff und Hoffnung. Diese Bestrebungen wurden von Justus Heinrich Waldthausen (1767–1831) unterstützt, der Gewerke beider Gewerkschaften war. Allerdings zogen sich die Verhandlungen über die Konsolidation der beiden Gewerkschaften über mehrere Monate hin. Erst am 24. September 1809 konnte ein Kontrakt vorgelegt werden, der nachfolgend von den Gewerken beider Betriebe angenommen wurde. Anfang Dezember wurde dieser dann vom Bergamt bestätigt. Die neue Gewerkschaft, die durch die Vereinigung der beiden Einzelgewerkschaften Wolff und Hoffnung entstanden war, erhielt den Namen Heinrich, für die der Hauptgewerke Justus Heinrich Waldthausen vermutlich mit seinem Namen Pate stand.